# Merpang
Merpang is een bestuurslaag in het regentschap Ogan Komering Ulu Selatan van de provincie Zuid-Sumatra, Indonesië. Merpang telt 904 inwoners (volkstelling 2010).